# Copa Sudamericana 2011
De Copa Sudamericana 2011 was de tiende editie van dit voetbalbekertoernooi voor clubteams dat door de CONMEBOL wordt georganiseerd. Het toernooi begon op 3 augustus 2011 en eindigde op 14 december 2011 met de tweede finalewedstrijd. De winnaar plaatste zich voor de Recopa Sudamericana en de Copa Libertadores 2012.
Dit was het tweede seizoen dat alle landen behalve Argentinië en Brazilië een extra deelnemer hadden. Boca Juniors en River Plate werden niet langer uitgenodigd zonder plaatsing.
Het voetbalteam van Universidad de Chile was de winnaar van 2011.

## Loting
De loting was officieel gepland voor 14 juni 2011 op de CONMEBOL's Conventie Centrum in Luque, Paraguay, maar werd uitgesteld door de CONNMEBOL door de uitbarsting van een vulkaan in Chili naar 16 juni 2011 en toen naar 21 juni, en uiteindelijk naar 28 juni 2011 in het Sheraton Hotel te Buenos Aires, Argentinië.

## Uitslagen

### Voorronde
De voorronde zal beginnen op 2 augustus en eindigen op 25 augustus 2011.
| Teams                     | Teams   | Teams                | Uitslagen    | Uitslagen    |
| Team 1                    | Uitslag | Team 2               | 1e wedstrijd | 2e wedstrijd |
| ------------------------- | ------- | -------------------- | ------------ | ------------ |
| San José                  | 0-1     | Nacional             | 0-0          | 0-1          |
| Universidad César Vallejo | 1-3     | Santa Fe             | 1-1          | 0-2          |
| Universidad de Chile      | 1-0     | Fénix                | 1-0          | 0-0          |
| Deportivo Quito           | 1-2     | Deportivo Anzoátegui | 1-0          | 0-2          |
| Olimpia                   | 3-2     | The Strongest        | 0-2          | 2-1          |
| La Equidad                | 4-1     | Juan Aurich          | 0-2          | 1-2          |
| Bella Vista               | 4-1     | Universidad Católica | 1-1          | 3-0          |
| Yaracuyanos               | 1-2     | LDU Quito            | 1-1          | 0-1          |

### Eerste Ronde
De eerste ronde zal beginnen op 10 augustus en eindigen op 21 september 2011.
| Teams               | Teams  | Teams                | Scores   | Scores | Tie-breakers | Tie-breakers  | Tie-breakers |
| Team 1              | Punten | Team 2               | Heenduel | Return | Doelsaldo    | Uitdoelpunten | Strafschop   |
| ------------------- | ------ | -------------------- | -------- | ------ | ------------ | ------------- | ------------ |
| Vélez Sársfield     | 4-1    | Argentinos Juniors   | 0-0      | 4-0    | —            | —             | —            |
| Nacional            | 0:6    | Universidad de Chile | 0-1      | 0-2    | —            | —             | —            |
| Palmeiras           | 3-3    | Vasco da Gama        | 0-2      | 3-1    | 0-0          | 0-1           | —            |
| Libertad            | 6-0    | La Equidad           | 1-0      | 1-0    | —            | —             | —            |
| Universitario       | 6-0    | Deportivo Anzoátegui | 2-1      | 2-0    | —            | —             | —            |
| Estudiantes         | 3-3    | Arsenal              | 0-2      | 1-0    | −1:+1        | —             | —            |
| Deportivo Cali      | 2-2    | Santa Fe             | 1-1      | 1-1    | 0-0          | 1-1           | 5–6          |
| Botafogo            | 6-0    | Atlético Mineiro     | 2-1      | 1-0    | —            | —             | —            |
| Emelec              | 0-6    | Olimpia              | 1-2      | 1-2    | —            | —             | —            |
| Godoy Cruz          | 2-2    | Lanús                | 2-2      | 0-0    | 0-0          | 2-0           | —            |
| Trujillanos         | 0-6    | LDU Quito            | 1-4      | 0-1    | —            | —             | —            |
| São Paulo           | 3-3    | Ceará                | 1-2      | 3-0    | +2:−2        | —             | —            |
| Aurora              | 4-1    | Nacional             | 1-1      | 5-2    | —            | —             | —            |
| Atlético Paranaense | 0-6    | Flamengo             | 0-1      | 0-1    | —            | —             | —            |
| Deportes Iquique    | 1-4    | Universidad Católica | 1-2      | 0-0    | —            | —             | —            |

### Laatste 16
| Teams                | Teams  | Teams                | Scores   | Scores | Tie-breakers | Tie-breakers  | Tie-breakers |
| Team 1               | Punten | Team 2               | Heenduel | Return | Doelsaldo    | Uitdoelpunten | Strafschop   |
| -------------------- | ------ | -------------------- | -------- | ------ | ------------ | ------------- | ------------ |
| Vélez Sársfield      | 4-1    | Universidad Católica | 2-0      | 1-1    | —            | —             | —            |
| Universidad de Chile | 6:0    | Flamengo             | 4-0      | 1-0    | —            | —             | —            |
| Vasco da Gama        | 3-3    | Aurora               | 1-3      | 8-3    | +3:−3        | —             | —            |
| Libertad             | 3-3    | São Paulo            | 0-1      | 2-0    | +1:−1        | —             | —            |
| Independiente        | 3-3    | LDU Quito            | 0-2      | 1-0    | −1:+1        | —             | —            |
| Universitario        | 2-2    | Godoy Cruz           | 1-1      | 1-1    | 0-0          | 1-1           | 3–2          |
| Arsenal              | 4-1    | Olimpia              | 0-0      | 3-2    | —            | —             | —            |
| Santa Fe             | 4-1    | Botafogo             | 1-1      | 4-1    | —            | —             | —            |

### Kwartfinale
| Teams                | Teams  | Teams         | Scores   | Scores | Tie-breakers | Tie-breakers  | Tie-breakers |
| Team 1               | Punten | Team 2        | Heenduel | Return | Doelsaldo    | Uitdoelpunten | Strafschop   |
| -------------------- | ------ | ------------- | -------- | ------ | ------------ | ------------- | ------------ |
| Vélez Sársfield      | 4-3    | Santa Fe      | 1-1      | 3-2    | —            | —             | —            |
| Universidad de Chile | 5-1    | Arsenal       | 2-1      | 3-0    | —            | —             | —            |
| Vasco da Gama        | 5-4    | Universitario | 0-2      | 5-2    | +1:−1        | —             | —            |
| Libertad             | 1-1    | LDU Quito     | 0-1      | 1-0    | 0:0          | 0:0           | 4–5          |

### Halve finales
| Teams                | Teams   | Teams         | Uitslagen    | Uitslagen    |
| Team 1               | Uitslag | Team 2        | 1e wedstrijd | 2e wedstrijd |
| -------------------- | ------- | ------------- | ------------ | ------------ |
| Vélez Sársfield      | 0-3     | LDU Quito     | 0-2          | 0-1          |
| Universidad de Chile | 3-1     | Vasco da Gama | 2-0          | 0-1          |

### Finale
|                              |           |        |                      |                                                                            |
| 5 december 19:15 uur (UTC−5) | LDU Quito | 0–1    | Universidad de Chile | Estadio Casa Blanca, Quito Toeschouwers: 41.000 Scheidsrechter: Diego Abal |
| 5 december 19:15 uur (UTC−5) |           | Report | 43' Eduardo Vargas   | Estadio Casa Blanca, Quito Toeschouwers: 41.000 Scheidsrechter: Diego Abal |

|                               |                                                             |        |           |                                                                               |
| 14 december 21:15 uur (UTC−3) | Universidad de Chile                                        | 3–0    | LDU Quito | Estadio Nacional, Santiago Toeschouwers: 50.000 Scheidsrechter: Wilson Seneme |
| 14 december 21:15 uur (UTC−3) | Eduardo Vargas 2' Gustavo Lorenzetti 79' Eduardo Vargas 86' | Report |           | Estadio Nacional, Santiago Toeschouwers: 50.000 Scheidsrechter: Wilson Seneme |

## Statistieken

### Scheidsrechters
| Naam              | Geboren    | Land   | Duels | Kreeg geel | Kreeg voor de tweede keer geel en dus rood | Weggestuurd |
| ----------------- | ---------- | ------ | ----- | ---------- | ------------------------------------------ | ----------- |
| Darío Ubriaco     | 08.02.1972 | URU    | 5     | 23         | 1                                          | 3           |
| Antonio Arias     | 07.09.1972 | PAR    | 4     | 18         | 0                                          | 0           |
| José Buitrago     | 05.11.1970 | COL    | 4     | 21         | 2                                          | 1           |
| Enrique Osses     | 26.05.1974 | CHI    | 4     | 18         | 0                                          | 0           |
| Wilmar Roldán     | 24.01.1980 | COL    | 4     | 27         | 0                                          | 2           |
| Wilson Seneme     | 28.09.1970 | BRA    | 4     | 23         | 2                                          | 1           |
| Georges Buckley   | 23.04.1974 | PER    | 3     | 15         | 1                                          | 0           |
| Diego Abal        | 28.12.1971 | ARG    | 2     | 9          | 0                                          | 0           |
| Carlos Amarilla   | 26.10.1970 | PAR    | 2     | 18         | 0                                          | 3           |
| Víctor Carrillo   | 30.10.1975 | PER    | 2     | 10         | 0                                          | 0           |
| César de Oliveira | 16.12.1973 | BRA    | 2     | 13         | 1                                          | 0           |
| Alfredo Intriago  | 04.12.1970 | ECU    | 2     | 11         | 0                                          | 0           |
| Jorge Larrionda   | 09.03.1968 | URU    | 2     | 4          | 0                                          | 0           |
| Heber Lopes       | 13.07.1972 | BRA    | 2     | 10         | 1                                          | 1           |
| Sergio Pezzotta   | 28.11.1967 | ARG    | 2     | 6          | 0                                          | 0           |
| Líber Prudente    | 07.09.1971 | URU    | 2     | 11         | 0                                          | 0           |
| Julio Quintana    | 00.00.1978 | PAR    | 2     | 8          | 1                                          | 1           |
| Víctor Rivera     | 11.01.1967 | PER    | 2     | 10         | 0                                          | 0           |
| Roberto Silvera   | 30.01.1971 | URU    | 2     | 8          | 0                                          | 1           |
| Carlos Vera       | 25.06.1976 | ECU    | 2     | 10         | 0                                          | 0           |
| Leandro Vuaden    | 29.06.1975 | BRA    | 2     | 5          | 0                                          | 0           |
| Joaquín Antequera | 20.09.1973 | BOL    | 1     | 5          | 0                                          | 0           |
| Julio Bascuñán    | 11.06.1978 | CHI    | 1     | 5          | 0                                          | 0           |
| Marcelo de Lima   | 26.08.1971 | BRA    | 1     | 3          | 0                                          | 0           |
| Paulo de Oliveira | 16.12.1973 | BRA    | 1     | 1          | 1                                          | 0           |
| Marlon Escalante  | 19.02.1974 | VEN    | 1     | 5          | 0                                          | 0           |
| Sálvio Fagundes   | 14.09.1968 | BRA    | 1     | 0          | 0                                          | 0           |
| Gabriel Favale    | 19.07.1967 | ARG    | 1     | 5          | 0                                          | 0           |
| Eduardo Gamboa    | 05.09.1976 | CHI    | 1     | 6          | 0                                          | 0           |
| Saul Laverni      | 21.01.1970 | ARG    | 1     | 6          | 0                                          | 2           |
| Pablo Lunati      | 05.06.1967 | ARG    | 1     | 8          | 1                                          | 0           |
| Ricardo Marques   | 18.06.1979 | BRA    | 1     | 3          | 0                                          | 0           |
| Raúl Orosco       | 25.03.1979 | BOL    | 1     | 6          | 0                                          | 0           |
| Néstor Pitana     | 17.06.1975 | ARG    | 1     | 3          | 0                                          | 0           |
| Patricio Polic    | 00.00.1972 | CHI    | 1     | 3          | 0                                          | 0           |
| Juan Pompei       | 18.09.1968 | ARG    | 1     | 3          | 0                                          | 0           |
| Omar Ponce        | 25.01.1977 | ECU    | 1     | 4          | 0                                          | 0           |
| Sandro Ricci      | 28.09.1970 | BRA    | 1     | 3          | 1                                          | 0           |
| Juan Soto         | 14.10.1977 | VEN    | 1     | 9          | 0                                          | 0           |
| Martín Vázquez    | 14.01.1969 | URU    | 1     | 6          | 0                                          | 0           |
| Adrián Vélez      | 00.00.1976 | COL    | 1     | 4          | 1                                          | 0           |
| Totaal            | Totaal     | Totaal | 76    | 366        | 13                                         | 15          |